# Olivia (Minnesota)
Pour les articles homonymes, voir Olivia.
La ville américaine d’Olivia est le siège du comté de Renville, dans l’État du Minnesota. Lors du recensement de 2010, sa population s’élevait à 2 484 habitants.

## Source
- (en) Cet article est partiellement ou en totalité issu de l’article de Wikipédia en anglais intitulé « Olivia, Minnesota » (voir la liste des auteurs).